# SN2 Palmitate
SN2 Palmitate  là chất béo trung tính - thành phần chính trong chất béo thực vật (dầu) và chất béo động vật (mỡ), trong đó axit béo palmitic gắn (ester hóa) với vị trí chính giữa, gọi là vị trí sn-2 của trục chính là một phân tử glycerol. Nên ngoài tên sn-2 palmitate, hay với cách viết khác SN2 Palmitate, chúng còn được gọi là beta palmitate, β palmitate hay ngắn gọn là OPO.
Ngoài sự hiện diện trong tự nhiên có nhiều trong sữa mẹ, hiện nay sn-2 palmitate (OPO) được sản xuất bằng quy trình công nghiệp thông qua quá trình enzyme hóa (lên men) các dầu thực vật, là nguyên liệu cho ngành công nghiệp sữa bột công thức cho trẻ em, nhằm bắt chước, thay thế các chất béo có trong sữa mẹ.

## SN2 Palmitate trong sữa mẹ
Chất béo có trong sữa mẹ cung cấp khoảng 50% năng lượng cần thiết để trẻ sơ sinh tăng trưởng và phát triển. Khoảng 98% chất béo trong sữa mẹ ở dưới dạng triglyceride. Dưỡng chất này được hình thành từ việc gắn kết (ester hóa) của 3 axit béo với các vị trí sn-1, sn-2 và sn-3 của một phân tử glycerol .
Tuyến vú ở người mẹ, nơi sản xuất ra sữa để cung cấp cho trẻ những chất béo rất đặc biệt, trong đó các axit béo được gắn kết vào trục glycerol theo các vị trí riêng biệt, tạo nên các triglyceride khác với các triglyceride ở các mô khác, huyết tương của con người, và cũng khác với các chất béo trung tính có trong chất béo động vật hay các dầu ăn thông thường.
Axit palmitic (C16:0) là axit béo bão hòa (no) chính có trong sữa mẹ, chiếm từ 17-25% tổng lượng axit béo có trong sữa mẹ với hơn 70% của lượng axit palmitic đó được ester hóa (gắn kết) ở vị trí sn-2 của triglyceride, tạo thành các sn-2 palmitate (OPO).
Bên cạnh đó, axit béo không bão hòa (không no) chính của sữa mẹ là axit oleic (18:1n-9) và axit béo này chủ yếu được gắn kết vào các vị trí sn-1, sn-3 (các vị trí nằm ở bên ngoài, còn gọi vị trí alpha hay α) của phân tử glycerol.
Rất độc đáo là sự gắn kết của axit palmitic vào vị trí sn-2 của các glyceride trong sữa mẹ là giống nhau ở tất cả phụ nữ trên thế giới. Bất kể chủng tộc hay dinh dưỡng, không giống như phổ (số lượng và hàm lượng) các axit béo khác của sữa mẹ có thể khác nhau giữa các dân tộc.

## SN2 Palmitate trong sữa bột công thức cho trẻ em
Việc nghiên cứu, sản xuất, đưa dưỡng chất sn-2 palmitate (OPO) vào công thức sữa bột là nhằm bắt chước cả về cấu trúc lẫn thành phần chất béo của sữa mẹ. Dầu thực vật, nguồn cung cấp chất béo chính hiện thường được dùng trong ngành công nghiệp sữa bột cho trẻ, có cấu trúc các glyceride rất khác với sữa mẹ. Trong đó, các axit palmitic gắn kết vào trục glycerol ở các vị trí sn-1, sn-3 (trong khi ở sữa mẹ là sn-2).
Quá trình enzyme hóa (lên men) các dầu thực vật theo quy trình đặc biệt sẽ làm thay đổi vị trí gắn kết sn-1, sn-3 của các triglyceride trong đó chuyển sang dạng sn-2 .. Các nghiên cứu lâm sàng, trên cả các nhóm trẻ sinh đủ tháng hay sinh non, cũng như các nghiên cứu tiền lâm sàng trên động vật, đều cho thấy việc bổ sung hàm lượng cao sn-2 palmitate vào công thức sữa bột cho trẻ, sẽ giúp tăng cường khả năng hấp thu chất béo, giảm sự hình thành chất khó tan "xà phòng calci", làm giảm độ cứng phân trẻ, tăng hấp thu calci và có sự khoáng hóa xương tốt hơn ở trẻ.

## Cơ chế sinh lý của việc hấp thu chất béo trung tính
Quá trình tiêu hóa các chất béo trung tính trong cơ thể sẽ được các lipase (các enzyme xúc tác cho quá trình chia cắt chất béo thành phân tử nhỏ hơn dễ hấp thu) tách các chất béo gắn kết vào các triglyceride ở vị trí sn-1, sn-3. Từ đó, giải phóng ra 2 axit béo và 1 phân tử monoglyceride đi vào lòng ruột.  Do vậy, cấu hình của các triglyceride, hay nói cách khác là chính vị trí gắn kết của các axit béo vào triglyceride có ảnh hưởng quan trọng đến sự hấp thu dinh dưỡng này.
Trong khi các axit béo không bão hòa và các axit béo bão hòa chuỗi ngắn dưới dạng tự do đều dễ dàng được cơ thể hấp thu, dù ở bất kỳ vị trí gắn kết nào thì sự hấp thu các axit béo bão hòa chuỗi dài (như axit palmitic) thì ngược lại, chậm và khó hấp thu hơn. Nguyên nhân chính của việc kém hấp thu này là do nhiệt độ nóng chảy để các axit béo này hóa thành dạng lỏng cao hơn nhiệt độ cơ thể người (63oC). Khi không được hấp được chúng có khuynh hướng gắn kết với các khoáng chất có trong chế độ dinh dưỡng như calci, magnesi  để sau đó bị đào thải ra ngoài theo phân. Việc này làm cơ thể trẻ mất đi không chỉ chất béo (cung cấp năng lượng) mà cả khoáng chất (calci). Những phức hợp tạo thành từ sự gắn kết giữa các axit béo và khoáng chất, còn được gọi là "xà phòng calci" ở dạng rắn, không hòa tan, nên khó tiêu hóa và liên quan đến việc làm cứng phân trẻ.

## Tác động của SN-2 Palmitate trong chế độ dinh dưỡng trên trẻ sơ sinh

### SN2 Palmitate và xương
Để khảo sát, Litmanovitz và cộng sự, đã áp dụng phương pháp siêu âm đo tốc độ âm thanh xuyên qua xương (Bone Speed of Sound - SOS) trong một nghiên cứu lâm sàng theo phương pháp chọn mẫu ngẫu nhiên, mù đôi (cả đối tượng lẫn người nghiên cứu đều không biết trẻ đang dùng sản phẩm gì cho đến khi kết thúc nghiên cứu), có nhóm đối chứng để kiểm soát, các thông số xương của trẻ sử dụng các sản phẩm sữa bột bổ sung sn-2 palmitate hàm lượng cao thấp khác nhau. Kết quả cho thấy, sau 12 tuần tuổi, các  trẻ sơ sinh bú sữa công thức bổ sung hàm lượng cao sn-2 palmitate (OPO) có chỉ số về độ chắc khỏe xương tốt hơn so với nhóm trẻ bú sữa bột công thức thông thường chỉ dùng các dầu thực vật tiêu chuẩn. Các chỉ số về độ chắc khỏe xương của nhóm trẻ sơ sinh bú sữa bổ sung sn-2 palmitate cũng tương đương với nhóm trẻ bú mẹ.

### SN2 Palmitate và sức khỏe đường ruột
Hệ vi sinh vật đường ruột là cơ quan thiết yếu, phục vụ nhiều chức năng quan trọng cho cơ thể, bao gồm việc bảo vệ chống lại mầm bệnh, điều chỉnh các phản ứng chống viêm, hỗ trợ khả năng miễn dịch, cung cấp các hoạt chất trung gian để giúp tăng cường quá trình trao đổi chất, sản xuất một số vitamin, điều hòa sự tăng sinh biểu mô ruột, sự trưởng thành của ruột. Nghiên cứu của Yaron và cộng sự cho thấy sau 6 tuần nuôi dưỡng và theo dõi, nhóm trẻ sơ sinh bú sữa bột công thức bổ sung hàm lượng cao sn-2 palmitate (OPO) có sự hiện diện các lợi khuẩn Lactobacilli và Bifidobacteria cao hơn so với nhóm trẻ bú sữa công thức với nguồn chất béo là dầu thực vật thông thường. Một nghiên cứu thực nghiệm trên động vật gần đây của nhóm tác giả Lu và cộng sự, tiến hành trên các chuột bị thiếu MUC2 (là chất nhầy bao phủ, bảo vệ thành ruột), cho thấy sữa bổ sung sn-2 palmitic có tác dụng hạn chế các tổn thương ở niêm mạc ruột, chống viêm đại tràng.  

### SN2 Palmitate và thái độ hành vi của trẻ sơ sinh
"Kết cấu đặc trưng của các axit béo với triglyceride trong sữa mẹ có liên quan đến vị trí gắn kết ưu tiên của axit béo palmitic (C16:0), khi gắn vào vị trí sn-2 thay vì gắn ở vị trí sn-1, sn-3 như đặc trưng trong các mô, huyết tương của người hay ở các dầu thực vật phổ biến trong chế độ ăn uống của chúng ta". Hiện tượng trẻ sơ sinh khóc được cho là phản ứng cơ bản, trẻ thể hiện theo bản năng do bị chi phối bởi các phản ứng hóa học của hệ thần kinh, tương tự như các cơ chế thần kinh kiểm soát việc ăn uống của trẻ - nói nôm na là việc trẻ sơ sinh khóc cũng như việc trẻ đói,  ăn uống là các hành vi tự phát. Nghiên cứu cho thấy ở 12 tuần tuổi sau khi sinh, nhóm trẻ sinh đủ tháng bú sữa bột công thức bổ sung hàm lượng cao sn-2 palmitate (OPO) có thời gian khóc ít hơn về số lần, lẫn độ dài mỗi lần khóc, cả ban ngày lẫn ban đêm, so với nhóm trẻ bú sữa bột có nguồn cung cấp chất béo là các dầu thực vật thông thường.